# 만력삼대정
만력삼대정(萬曆三大征)은 명나라 만력 연간에 일어난 3개의 전쟁을 가리킨다. 3개의 전쟁은 명 신종 만력 20년부터 28년 사이(서기 1592년 ~ 1600년)에 서북, 동북, 서남 변경지역에서 발생한, 몽골족 보바이의 반란과, 일본 도요토미 히데요시가 조선을 침공하였던 임진왜란, 그리고 묘족 토사 양응룡의 반란이다. 명나라는 비록 3개의 전쟁에서 모두 승리하였지만, 그 과정에서 국력을 엄청나게 소모하였다.